# Liste des cavités naturelles les plus longues de la Nouvelle-Calédonie

La liste des cavités naturelles les plus longues de la Nouvelle-Calédonie recense sous la forme d'un tableau, les cavités souterraines naturelles connues, dont le développement est supérieur ou égal à cinq cents mètres.
La communauté spéléologique considère qu'une cavité souterraine naturelle n'existe vraiment qu'à partir du moment où elle est « inventée » c'est-à-dire découverte (ou redécouverte), inventoriée, topographiée et publiée. Bien sûr, la réalité physique d'une cavité naturelle est la plupart du temps bien antérieure à sa découverte par l'homme ; cependant tant qu'elle n'est pas explorée, mesurée et révélée, la cavité naturelle n'appartient pas au domaine de la connaissance partagée.
La liste spéléométrique des plus longues cavités naturelles de la Nouvelle-Calédonie (≥ 500 m) est  actualisée début 2013.
La plus longue cavité répertoriée dans la Collectivité territoriale de la Nouvelle-Calédonie est la grotte d'Hnanawae (cf. ligne 1 du tableau ci-dessous).

## Nouvelle-Calédonie (France)

### Cavités de développement supérieur ou égal à500m
13 cavités sont recensées au 1-12-2020.
| Réf. | Cavité                | District et/ou Commune | Massif ou zone géog.        | Coord. (WGS 84)                     | Dévelop. (mètres) | Dénivel. (mètres) | Sources                                                                                       | Mis à jour |
| ---- | --------------------- | ---------------------- | --------------------------- | ----------------------------------- | ----------------- | ----------------- | --------------------------------------------------------------------------------------------- | ---------- |
| 1    | Grotte d'Hnanawae     | District de Gaica      | Île de Lifou                | 21° 00′ 17″ S, 167° 06′ 59″ E       | +11 410, m        | +015, m           | Philippe Audra & Christian Thomas & plongeesout & Expédition en Nouvelle-Calédonie-Lifou 1995 | 2010-01    |
| 2    | Grotte d’Athepe       | District de Losi       | Île de Lifou                |                                     | +9 811, m         | NC                | Cosif                                                                                         | 2013-01    |
| 3    | Grotte d'Adio         | Poya                   | Grande-Terre Massif de Poya | 21° 15′ 00″ S, 165° 14′ 00″ E       | +6 000, m         | +140, m           | Philippe Audra & Christian Thomas & mapcarta                                                  | 2010-01    |
| 4    | Grotte de Jintresij   | District de Losi       | Île de Lifou                | 21° 06′ 18,41″ S, 167° 23′ 20,42″ E | +5 280, m         | NC m              | Philippe Brunet                                                                               | 2019-01    |
| 5    | Grotte de Koumac      | Koumac                 | Grande-Terre                | 20° 32′ 07″ S, 164° 20′ 24″ E       | +3 500, m         | +100, m           | Philippe Audra & Christian Thomas & le voyage continue                                        | 2010-01    |
| 6    | Grotte de Hnatresij   | District de Losi       | Île de Lifou                |                                     | +2 330, m         | NC m              | Philippe Brunet & Philippe Brunet                                                             | 2012-01    |
| 7    | Grotte de Wanaham     | District de Wetr       | Île de Lifou                | 20° 46′ 12″ S, 167° 14′ 55″ E       | +1 780, m         | +010, m           | Philippe Audra & Christian Thomas & Expédition en Nouvelle-Calédonie-Lifou 1995               | 2010-01    |
| 8    | Grotte d'Inegoj       | District de Losi       | Île de Lifou                | 21° 07′ 16″ S, 167° 24′ 04″ E       | +1 710, m         | +059, m           | Philippe Audra & Christian Thomas & Expédition en Nouvelle-Calédonie-Lifou 1995               | 2010-01    |
| 9    | Grotte d'Oumagne      | Wapwangâ               | Île des Pins                | 22° 35′ 09″ S, 167° 28′ 20″ E       | +1 200, m         | +030, m           | Philippe Audra & Christian Thomas & le voyage continue                                        | 2010-01    |
| 10   | Grotte de Fetra-He    | District de Wetr       | Île de Lifou                | 20° 46′ 19″ S, 167° 14′ 48″ E       | +1 167, m         | +010, m           | Philippe Audra & Christian Thomas & Expédition en Nouvelle-Calédonie-Lifou 1995               | 2010-01    |
| 11   | Grotte de Quanono     | district de Gaica      | Île de Lifou                | 20° 55′ 05″ S, 167° 14′ 59″ E       | +0811, m          | +060, m           | Philippe Audra & Christian Thomas & Expédition en Nouvelle-Calédonie-Lifou 1995               | 2010-01    |
| 12   | Grotte de Luengoni    | District de Losi       | Île de Lifou                | 21° 01′ 41″ S, 167° 23′ 52″ E       | +0500, m          | +066, m           | Expédition en Nouvelle-Calédonie-Lifou 1995.                                                  | 2010-01    |
| 13   | Grotte de la Deuxième |                        | Île des Pins                | 22° 37′ 00″ S, 167° 26′ 00″ E       | +0500, m          | +030, m           | Philippe Audra & Christian Thomas                                                             | 2010-01    |